# Łąki Bratiańskie
Łąki Bratiańskie (dawniej Łąki, niem. Lubenicz, Königlich Lonk) – osada w Polsce, położona w województwie warmińsko-mazurskim, w powiecie nowomiejskim, w gminie Nowe Miasto Lubawskie, znana głównie z istniejącego tu od XVII do XIX wieku klasztoru franciszkanów reformatów i sanktuarium maryjnego. W latach 1975–1998 miejscowość administracyjnie należała do województwa toruńskiego.
Obecnie osada składa się z terenów poklasztornych, administracyjnie podległych miastu Nowe Miasto Lubawskie, pozostała część osady podlega administracyjnie gminie Nowe Miasto Lubawskie.

## Historia
Zdaniem abp Edmunda Piszcza (zajmującego się historią Łąk), we wczesnym średniowieczu istniał tu święty gaj pogański (jeden z trzech znanych z ziemi lubawskiej, oprócz gaju w Lipach i Kurzętniku), gdzie obchodzono m.in. święto bogini wiosny Majumy (Maiume, u Prusów i Litwinów zwaną też Pergubria). Jeszcze na początku XIII w. poganie na Ziemi Lubawskiej składali w dwóch miejscach swoje ofiary: w Lobnic (dzisiejsze Łąki) oraz w Lipach Lubawskich. Ofiary składano dwa razy w roku: wiosną i w czasie żniwnym. W świętym gaju w Łąkach odprawiano także ceremonie ku czci Perkuna, Szwaikstyksa i Pilwita. W sierpniu (na początku żniw) obchodzono święto Zazinek, a po żniwach – święto Ozinek. W Łąkach, Kurzętniku i Lipach ofiary składano w gajach lipowych, pomniejszym bożkom poświęcano krzewy. W świętych gajach nie można było ani polować ani wycinać drzew. Gaje były ogradzane płotem z ozdobnymi bramami. Pierwotnie słowo gaić oznaczało zamykać ogrodzeniem.
W Łąkach Janowi z Sandomierza, który zbudował zamek w Bratianie, ukazać miała się Matka Boska. Na tę intencję wspomniany Jan wybudował kościół, który stał się miejscem pielgrzymek. Według źródeł niemieckich kościół wybudował w latach 1400–1401 wójt bratiański Filip von Elenberg (Łąki znane były jako Lubenicz).
Około 1257 r. wzniósł tu drewniany kościółek Gerhard von Hirzberg. Około 1400 r. w Łąkach powstała kaplica murowana, którą polecił zbudować wójt bratiański Filip von Cleeberg. Po zniszczeniu klasztoru franciszkanów reformatów w Nowym Mieście Lubawskim (istniejącego tam od 1624 r.) Paweł Działyński z żoną funduje najpierw drewniany (1631), a później murowany klasztor (1639), do którego zostali przeniesieni franciszkanie-reformaci z miasta.
Szybko rozwijający się kult tego miejsca sprawił, że nazwano go „pruską Częstochową”. W dniu 4 czerwca 1752 aktu koronacji figurki Matki Boskiej Łąkowskiej w klasztorze w Łąkach, dokonał biskup Wojciech Stanisław Leski, koronami papieskimi (poświęconymi przez papieża Benedykta XIV).
W 1639 r. Paweł Działyński ufundował przy starym kościele klasztor dla Franciszkanów Reformatów z Nowego Miasta Lubawskiego. Natomiast bp. Kazimierz Opaliński (1682–1693) wybudował przy kościele kaplicę, w której w 1693 r. pochowano biskupa Kazimierza Opalińskiego, a w 1714 r. Tomasza Działyńskiego. Kaplica przylegała do murów kościoła, a fundator obdarował ją relikwią św. Kazimierza. Na początku XVIII w. Tomasz Działyński (wojewoda chełmiński) i Teresa z Bielińskich Działyńska ufundowali przy kościele rodzinna kaplicę. Kaplica ta poświęcona była ku czci św. Piotra z Alkantary. Fundatorzy obdarowali ją relikwią z drzewa Krzyża Świętego. Trzecią przykościelna kaplica była kaplica grobowa i znajdowała się w krypcie pod kościele a urządził ją bp Opaliński.
Mimo trudności, w 1785 r. zakonnicy zaczęli budowę nowego, większego kościoła w stylu barokowym. Budowę zakończono w 1790 r. Ustawa z 1810 roku, znosząca klasztory w całej monarchii pruskiej, objęła również Łąki, lecz dzięki interwencji wpływowych osób - konwent w Łąkach ocalał.
Około 1856 r. powstało tu studium teologiczne dla kończących nowicjat zakonników w Wejherowie. 27 września 1875 r. po kasacie reformatów zamknięto klasztor w Łąkach. W klasztorze znajdowało się wówczas 22 zakonników. Wszystkie zabudowania klasztorne przeszły na własność państwa. 5 sierpnia 1877 r. podczas objawień w Gietrzwałdzie dzieci zapytały o klasztor w Łąkach Bratiańskich, czy będzie otwarty i otrzymały odpowiedź: „Jeśli gorliwie będziecie się modlić, będzie znowu otwarty”.
5 i 6 maja 1882 dwukrotnie spłonął kościół w Łąkach, zaś cudowny obraz i część wyposażenia przeniesiono do kościoła nowomiejskiego. Natomiast w 1884 spalił się budynek klasztorny. W lipcu 1925 r. powstało Towarzystwo Zwolenników Odbudowy Klasztoru w Łąkach. Komitet działał aż do wybuchu II wojny światowej, lecz nie udało się doprowadzić do odbudowy klasztoru.
W 1944 r. z inicjatywy ks. Jana Mantheya reaktywowano odpust maryjny. 31 grudnia 1999 r. powstało Bractwo Łąkowskie, które za swój cel przyjęło odtworzenie sakralnego charakteru tego miejsca. Dzięki Bractwu udało się uporządkować teren poklasztorny, a w 2002 r. uroczyście obchodzić 250 rocznicę koronacji figury Matki Boskiej Łąkowskiej.
Obecnie ruiny klasztoru znajdują się w gestii administracyjnej władz Nowego Miasto Lubawskiego jako tzw. Łąki Miejskie.

## Pielgrzymki
Koronacja figury Matki Bożej Łąkowskiej w 1752 r. spotęgowała ruch pątniczy. Oprócz pielgrzymek z pobliskich miejscowości były również z dalszych okolic m.in. Kamienia, Torunia, Mławy, Rypina, Olsztynka. Uczestniczący w nich pielgrzymi przyczyniali się do rosnącego kultu i sławy tego miejsca.
Na przełomie XVIII i XIX wieku, z uwagi na sławę i oddziaływanie patriotyczne, Łąki Bratiańskie zwano „pruską Częstochową” lub „Częstochową Północy”. Pielgrzymki z odległych miejscowości przybywały w sposób zorganizowany – kompaniami. Odnotowano ruch z trzech kierunków: 
- 1) z Kaszub – spod Bytowa, Lęborka, po drodze łączyli się z wiernymi z Borów Tucholskich i przez Pelplin dochodzili do Gniewu - punktu zbornego, dalej podążając przez Prabuty;
- 2) z Prus Książęcych (Warmia) – łączyła się z kaszubską w Prabutach;
- 3) z Królestwa Kongresowego.

Według akt parafialnych, w Gniewie w 1801 r. powstało „Bractwo Matki Boskiej Łąkowskiej”, którego celem było ułatwienie pątnikom corocznej pielgrzymki do klasztoru łąkowskiego. Kompania gniewska była jedną z najliczniejszych. Według różnych źródeł, można przypuszczać, że w tygodniu odpustowym przewijało się w Łąkach Bratiańskich od 20 do 30 tys. pielgrzymów. Wielkie zbiorowisko wiernych miało silny wpływ na ożywienie ducha religijnego na tych terenach.

## Spoczęli w Łąkach
Na terenie klasztoru pochowani zostali m.in.: 
- Tomasz Działyński, wojewoda chełmiński
- Adam Działyński, starosta bratiański
- Kazimierz Jan z Bnina Opaliński, biskup chełmiński
- Jan Ansgary Czapski, podskarbi wielki koronny
- Michał Działyński, wojewoda chełmiński

## Legendy
Początki
W pobliżu Nowego Miasta we wsi Łąki Bratiańskie stoją resztki murów z ogrodzenia nieistniejącego już starego klasztoru. Obok dziś jeszcze sterczy usypany ludzką ręką pagórek w kształcie stożka. W jego wierzchołku widać spore zagłębienie. Tam składano ofiary pogańskim bóstwom. Wzgórze to znane jest miejscowej ludności pod nazwą Lelum-Polelum. Prawdopodobnie wokoło niego zbierali się niegdyś okoliczni poganie i odprawiali swoje obrzędy. Wieść głosi, że po zburzeniu pogańskiego bóstwa na owym pagórku zagościły złe duchy, które pod osłoną nocy wyprawiały piekielne harce. Złe duchy stały się postrachem okolicznych mieszkańców. Aby się ich pozbyć, na szczycie pagórka wybudowano kapliczkę. Od tego czasu złe duchy opuściły wzgórze.
Widzenie dzieci
Wieki trwająca legenda głosi, że dzieci, pasące bydło na Łąkach Bratjańskich, nagle bardzo się przelękły, bo piękny jakiś obraz ukazał się im na Drwęcy. Cały opływał w aureoli niebiańskiej jasności i poruszał się jak żywy. Dzieci wnet opuściło przerażenie, a ogarnęło je zdziwienie, bo wydawało się im, jakoby obraz płynął pod wodę. Nagle stanął na środku rzeki, to znów płynął, stawał drugi raz i trzeci i znowu płynął, aż wreszcie stanął naprzeciwko tego miejsca, gdzie dziś są ruiny klasztoru łąkowskiego i tam już pozostał. W Łąkach prawdopodobnie nie było wówczas żadnej osady, dopiero o jakie ćwierć mili drogi stało świeżo zbudowane Nowe Miasto. Tam najwcześniej dobiegła wieść o cudownym objawieniu się Matki Boskiej. Czym prędzej też zgoła wszyscy ludzie z miasta wysypali się do Łąk, a gdy wydobyto cudowny obraz z wody, przeniesiono go w uroczystej procesji do Nowego Miasta.
Widzenie żebraków
Nazajutrz rano przechodziło gościńcem z Nowego Miasta do Łąk dwóch sędziwych i ułomnych żebraków. Obaj postępowali bardzo powoli, bo szli, wspierając się o szczudłach. Ponieważ skwar tego lata był wielki, a droga piaszczysta, biedacy wnet się zmęczyli. Dla wypoczynku usiedli pod starą lipą, rosnącą przy drodze w pobliżu dzisiejszych Łąk. Gdy w cieniu drzewa nieco odetchnęli i chcieli się wybrać w dalszą drogę, ujrzeli nagle w konarach drzewa utulony ten sam obraz, który wczoraj widzieli w Nowym Mieście. Także i głos cudowny usłyszeli z nieba, upominający ich, żeby, nie zwlekając, udali się do brata Jana na zamek bratjański, oznajmić Janowi, że Matka Boska pragnie mieć tu w Łąkach kościół, bo sobie tu miejsce upodobała. Żebracy powstali i czym prędzej udali się w dalszą drogę, żeby opowiedzieć widzenie swoje i pragnienie N. M. P. rycerzowi w Bratianie. Czuli się nad wyraz szczęśliwi, że Najświętsza Panienka wyleczyła ich kalectwo do tego stopnia, że szczudła zawiesili na lipie i szli już o własnych siłach. W rezultacie powstała w Łąkach mała kapliczka na lipie, gdzie pozostawiono cudowną figurę. Nieco później staraniem brata Jana pobudowano drewniany kościółek.